# Зульмек-Грайт
Зульмек-Грайт (нем. Sulmeck-Greith) — коммуна (нем. Gemeinde) в Австрии, в федеральной земле Штирия. 
Входит в состав округа Дойчландсберг.  Население составляет 1391 человек (на 31 декабря 2005 года). Занимает площадь 18,62 км². Официальный код  —  6 03 36.

## Политическая ситуация
Бургомистр коммуны — Карл Кёниг (АНП) по результатам выборов 2005 года.
Совет представителей коммуны (нем. Gemeinderat) состоит из 15 мест.
- АНП занимает 9 мест.
- СДПА занимает 5 мест.
- АПС занимает 1 место.